# 華為Mate X2
华为Mate X2是华为生产的一款基于Android系统的高端可摺疊式智能手機，折叠形态为横向内折。該手機是華為Mate X和Mate Xs的后续产品。这款手机于2021年2月22日亮相。華為Mate X2共有四种颜色，分别是黑色、白色、浅蓝色和玫瑰金。

## 外部鏈接
- Official website （页面存档备份，存于）